# ヒディリン・ディアス
ヒディリン・フランシスコ・ディアス（Hidilyn Francisco Diaz、名前のタガログ発音はハイディリン (タガログ語発音: [haɪdɪˈlin])、1991年2月20日 - ）は、フィリピンのウエイトリフティング選手で2020年東京オリンピックの同競技女子55kg級（英語）金メダリスト、2021年時点のオリンピック同競技の記録保持者。フィリピン空軍所属。
2008年北京オリンピックのウエイトリフティング女子58kg級（英語）最年少選手としてオリンピックに初出場、続く2012年ロンドンオリンピックの同種目にも連続で出場した。
3大会連続の出場となる2016年リオデジャネイロオリンピックの同女子53kg級（英語）では、銀メダルを獲得した。これは、1996年アトランタオリンピック以来、フィリピン選手の20年ぶりのメダル獲得で、ウエイトリフティングでは初めてである。
4大会目の2020年東京オリンピックの同女子55kg級では、自己ベストを大幅に更新し、金メダルを獲得した。これにより、ディアスはフィリピン史上初のオリンピック金メダリストとなった。フィリピンが1924年にオリンピックに初出場して以来の同国選手の快挙である。
2019年、フィリピンの政府報道官だったサルバドール・パネロがロドリゴ・ドゥテルテ政権の信用を失墜させるおそれのある危険人物のリストを公開した際、ディアスの名前がそこに含まれていた。のちに容疑者の一人からソーシャルメディアでフォローされていただけだとパネロより説明されたが、発表当時、ディアスは「ショックです。私と両親の安全が心配です」と語っていた。フィリピン史上初のオリンピック金メダルを獲得し、フィリピン大統領のドゥテルテとオンライン面会した際に、「あなたは金メダルを獲得した。過去のことは水に流した方がよい」と語りかけられ、政府と民間企業からの報酬とは別に、ドゥテルテ自ら300万ペソを提供することが約束された。

## 主な戦績
選手キャリアの初期にタイで開かれた2007年東南アジア競技会（英語）銅メダル、2008年にはウェイトリフティング・ユース／ジュニア・アジア選手権（韓国全州市）にサンボアンガ大学（英語）代表として出場し、金メダル2個、銀メダル1個を得ている。東南アジア競技大会同競技で金メダル（2019年マニラ55kg級）、銀メダル（2011年ジャカルタ・パレンバン58kg級、2013年ネピドー同）、銅メダル（2007年ナコーンラーチャシーマー同）。
| 年   | 大会                             | 開催地                | 種目                    | 順位   | 記録     | 備考     |
| ---- | -------------------------------- | --------------------- | ----------------------- | ------ | -------- | -------- |
| 2006 | アジア競技大会                   | ドーハ                | 53kg級                  | 10位   | 162      |          |
| 2008 | オリンピック                     | 北京                  | 58kg級                  | 10位   | 192      |          |
| 2010 | アジア競技大会                   | 広州                  | 58kg級                  | 6位    | 209      |          |
| 2011 | ウエイトリフティング世界選手権   | パリ                  | 58kg級スナッチ          | 9位    | 95       |          |
| 2011 | ウエイトリフティング世界選手権   | パリ                  | 58kg級クリーン&ジャーク | 7位    | 119      |          |
| 2011 | ウエイトリフティング世界選手権   | パリ                  | 58kg級トータル          | 7位    | 214      |          |
| 2012 | オリンピック                     | ロンドン              | 58kg級                  |        | 途中棄権 |          |
| 2015 | アジアウエイトリフティング選手権 | プーケット            | 53kg級スナッチ          | 優勝   | 96       |          |
| 2015 | アジアウエイトリフティング選手権 | プーケット            | 53kg級クリーン&ジャーク | 優勝   | 118      |          |
| 2015 | アジアウエイトリフティング選手権 | プーケット            | 53kg級トータル          | 優勝   | 214      |          |
| 2015 | ウエイトリフティング世界選手権   | ヒューストン          | 53kg級スナッチ          | 3位    | 96       |          |
| 2015 | ウエイトリフティング世界選手権   | ヒューストン          | 53kg級クリーン&ジャーク | 3位    | 117      |          |
| 2015 | ウエイトリフティング世界選手権   | ヒューストン          | 53kg級トータル          | 3位    | 213      |          |
| 2016 | アジアウエイトリフティング選手権 | タシュケント          | 53kg級スナッチ          | 3位    | 90       |          |
| 2016 | アジアウエイトリフティング選手権 | タシュケント          | 53kg級クリーン&ジャーク | 準優勝 | 118      |          |
| 2016 | アジアウエイトリフティング選手権 | タシュケント          | 53kg級トータル          | 3位    | 208      |          |
| 2016 | オリンピック                     | リオデジャネイロ      | 53kg級                  | 準優勝 | 200      |          |
| 2017 | ウエイトリフティング世界選手権   | アナハイム            | 53kg級スナッチ          | 5位    | 86       |          |
| 2017 | ウエイトリフティング世界選手権   | アナハイム            | 53kg級クリーン&ジャーク | 準優勝 | 113      |          |
| 2017 | ウエイトリフティング世界選手権   | アナハイム            | 53kg級トータル          | 3位    | 199      |          |
| 2018 | アジア競技大会                   | ジャカルタ/パレンバン | 53kg級                  | 優勝   | 207      |          |
| 2018 | ウエイトリフティング世界選手権   | アシガバート          | 55kg級スナッチ          | 6位    | 93       |          |
| 2018 | ウエイトリフティング世界選手権   | アシガバート          | 55kg級クリーン&ジャーク | 13位   | 110      |          |
| 2018 | ウエイトリフティング世界選手権   | アシガバート          | 55kg級トータル          | 9位    | 203      |          |
| 2019 | アジアウエイトリフティング選手権 | 寧波                  | 55kg級スナッチ          | 準優勝 | 94       |          |
| 2019 | アジアウエイトリフティング選手権 | 寧波                  | 55kg級クリーン&ジャーク | 準優勝 | 115      |          |
| 2019 | アジアウエイトリフティング選手権 | 寧波                  | 55kg級トータル          | 準優勝 | 209      |          |
| 2019 | ウエイトリフティング世界選手権   | パッタヤー            | 55kg級スナッチ          | 8位    | 93       |          |
| 2019 | ウエイトリフティング世界選手権   | パッタヤー            | 55kg級クリーン&ジャーク | 3位    | 121      |          |
| 2019 | ウエイトリフティング世界選手権   | パッタヤー            | 55kg級トータル          | 3位    | 214      |          |
| 2021 | アジアウエイトリフティング選手権 | タシュケント          | 55kg級スナッチ          | 4位    | 94       |          |
| 2021 | アジアウエイトリフティング選手権 | タシュケント          | 55kg級クリーン&ジャーク | 4位    | 118      |          |
| 2021 | アジアウエイトリフティング選手権 | タシュケント          | 55kg級トータル          | 4位    | 212      |          |
| 2021 | オリンピック                     | 東京                  | 55kg級                  | 優勝   | 224      | 自己記録 |